# Хийтклиф: Филмът
„Хийтклиф: Филмът“ (на английски: Heathcliff: The Movie) е анимационен филм, пуснат за пръв път по кината на 17 януари 1986 г. от Clubhouse Pictures. В него епонимният комиксов и телевизионен герой разказва на трите си племенника (и една мишка) за своите минали подвизи чрез компилация от епизоди, излъчени като част от сериала.

## Истории
1. Котешка храна за размисъл
2. Дубльорът на Хийтклиф
3. Сиамските близнаци
4. Военно училище
5. Кръстника
6. Бум Бум Пусини
7. Обещанието на татко

## „Хийтклиф: Филмът“ в България
Филмът е пуснат за пръв път по Канал 1 на 25 декември 1998 г. Малко по-късно през 1999 г. е повторен по Ефир 2. В дублажа участват Мирослав Цветанов, Мирослав Чакринов и Георги Тодоров, който озвучава Хийтклиф.